# Mauser israélien

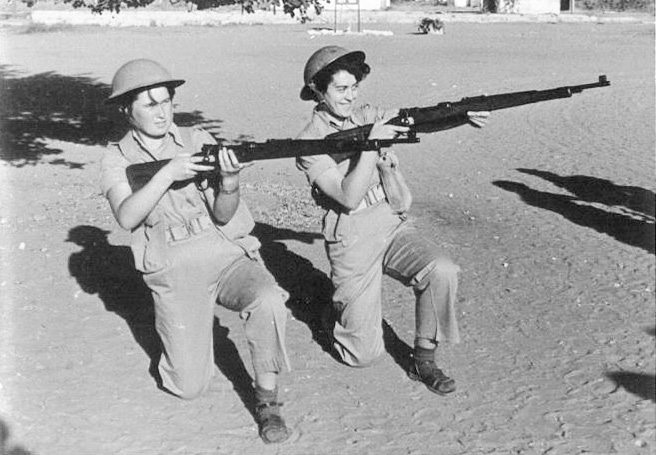
Israël, 1954 : deux soldates de Tsahal s'entrainant au tir avec des Mauser en tenue de combat, casque compris, de la British Army de la Seconde Guerre mondiale.

L'Armée israélienne  fut l'un des rares utilisateur des carabines Mauser 98K en 7,62 × 51 mm Otan.

## Présentation
Un certain nombre de Mauser 98k de surplus, en calibre 7,9 mm Mauser, dont une quantité de G24 (T) ,ainsi que des MP 40, MG 34, MG 42) furent également achetés à la Tchécoslovaquie en 1948, par la commission d'achat israélienne (qui se porta également acquéreur d'avions de chasse Avia S 199) afin d'équiper Israël soumise pourtant à l'embargo de l'ONU sur les ventes d'armes. Dans les années 1950, l'Etat hébreu achète des Mauser FN 24/30 à la Belgique puis des Mauser M/39 et M/40, en 7,9 et 8 mm Bofors, à a Suède au début des années 1960. 
Ces Mauser israéliens sont chambrés en 7,62 (.308 NATO) et portent ce chiffre (7.62) marqué sur la crosse. Notons que les marquages nazis et l'étoile de David sont très souvent présents sur ces armes.

## Fiche technique 98K israélien en 7.62 mm
- Armes de base : Kar. 98k, G. 24(t), FN 24/30 ou Mauser M/39
- Fabricants : FN Herstal puis IMI
- Magasin :  5 cartouches de 7,62 OTAN
- Encombrement : 1,10 m x 3,9 kg (vide)

## Fiche technique M/40 israélien en 7.62 mm
- Armes de base : Mauser M/40 suédois
- Fabricants : FN Herstal puis IMI
- Magasin :  5 cartouches de 7,62 OTAN
- Encombrement : 1,13 m x 3,95 kg (vide)

## Sources
- Luc Guillou, Mauser : fusils et carabines militaires, 2 tomes, éditions du Portail, 1997 et 2004
- Jean Huon, Le Mauser 98 et ses dérivés, Crépin Leblond, 2003.